# نشر کتاب دانشگاهی
نشر کتاب دانشگاهی فعالیت رسمی خود را از سال ۱۳۷۶ آغاز کرده. و مهم‌ترین هدف‌های آن عبارتند از نشر حرفه‌ای کتاب دانشگاهی و توزیع سراسری کتاب در ایران..
مؤسسان این انتشارات در اوایل دهه ۶۰ با هدف نشر و توزیع کتاب‌های حوزه عمومی، مؤسسات انتشارات شفا و توزیع گل‌پخش را بنیان نهادند و بعدها با سمت‌گیری به‌سوی تولید و توزیع کتاب‌های دانشگاهی، ابتدا کانون کتاب دانشگاهی و سپس در سال ۱۳۷۶ نشر کتاب دانشگاهی را تأسیس کردند..
نشر کتاب دانشگاهیبرای ایجاد تحول در ساختار خود، اقدام به تشکیل سازمان حرفه‌ای نشر و واحدهای پذیرش، متن‌آفرینی و تولید فنی متون دانشگاهی کرده است. تاکنون برخی از آثار منتشرشده این مؤسسه به‌عنوان کتاب برگزیده شناخته شده‌اند..
.
این مؤسسه، علاوه بر چاپ و انتشار کتاب تخصصی، از فعالان و پیشگامان توزیع کتاب دانشگاهی به‌شمار می‌رود. سازمان توزیع مؤسسه هم‌اکنون بیش‌از شش هزار عنوان کتاب در سراسر کشور توزیع می‌کند..
در تاریخ ۲۰ تیر ۱۳۹۳، کتاب فروشی اینترنتی فردا به صورت کامل به انتشارات نشر کتاب دانشگاهی واگذار گردید، و به مدیریت امید پایدار وارد مرحله جدیدی از فعالیت خود شد..
نشر کتاب دانشگاهی به مدیر مسئولی خانم انسیه مستغنی یزدی و مدیر عاملی مهندس مسعود پایدار از اعضای هیأت مؤسس انجمن فرهنگی ناشران دانشگاهی می باشد. 
 .
زمینه‌های فعالیت کنونی نشر کتاب دانشگاهی عبارتند از: مهندسی، علوم‌پایه، معماری، مدیریت، اقتصاد و حسابداری. 